# Гринбелт (Мэриленд)
Гринбелт (англ. Greenbelt — город в округе Принс-Джорджес штата США Мэриленд. Широко известен как общественное кооперативное сообщество, созданное в эпоху Нового курса. Гринбелт был одним из трёх «зеленых» городов, спланированных в 1935 году в рамках программы переселения, наряду с Гринсдейлом, штат Висконсин, и Гринхиллсом, штат Огайо.
11-й по количеству жителей в штате.